# José Camarón Boronat
José Camarón Boronat – hiszpański malarz.
Pochodził z rodziny o artystycznych tradycjach. Jego ojciec Nicolás Camarón Lloro był rzeźbiarzem, a jego dwaj synowie Manuel i José Camarón y Meliá zostali malarzami. Początkowo uczył się w pracowni rzeźbiarskiej ojca, a po jego śmierci zajął się malarstwem, które bardziej go interesowało. W 1752 r. przeniósł się do Madrytu aby kontynuować naukę. Początkowo zajmował się głównie pejzażem, malował miniatury i kopiował barokowych mistrzów takich jak Tycjan, Peter Paul Rubens, Antoon van Dyck i Bartolomé Murillo.
W 1754 r. powrócił do Walencji. W 1762 r. został honorowym członkiem Królewskiej Akademii Sztuk Pięknych św. Ferdynanda w Madrycie. W 1765 r. został mianowany dyrektorem Królewskiej Akademii Sztuk Pięknych San Carlos w Walencji.
W 1800 r. rozpoczął pracę nad freskami w katedrze w Segorbe, a po jego śmierci freski ukończył jego syn Manuel. Jest również autorem fresków i obrazów w kościele parafialnym w Benicasim, nad którymi pracował w 1776 roku.

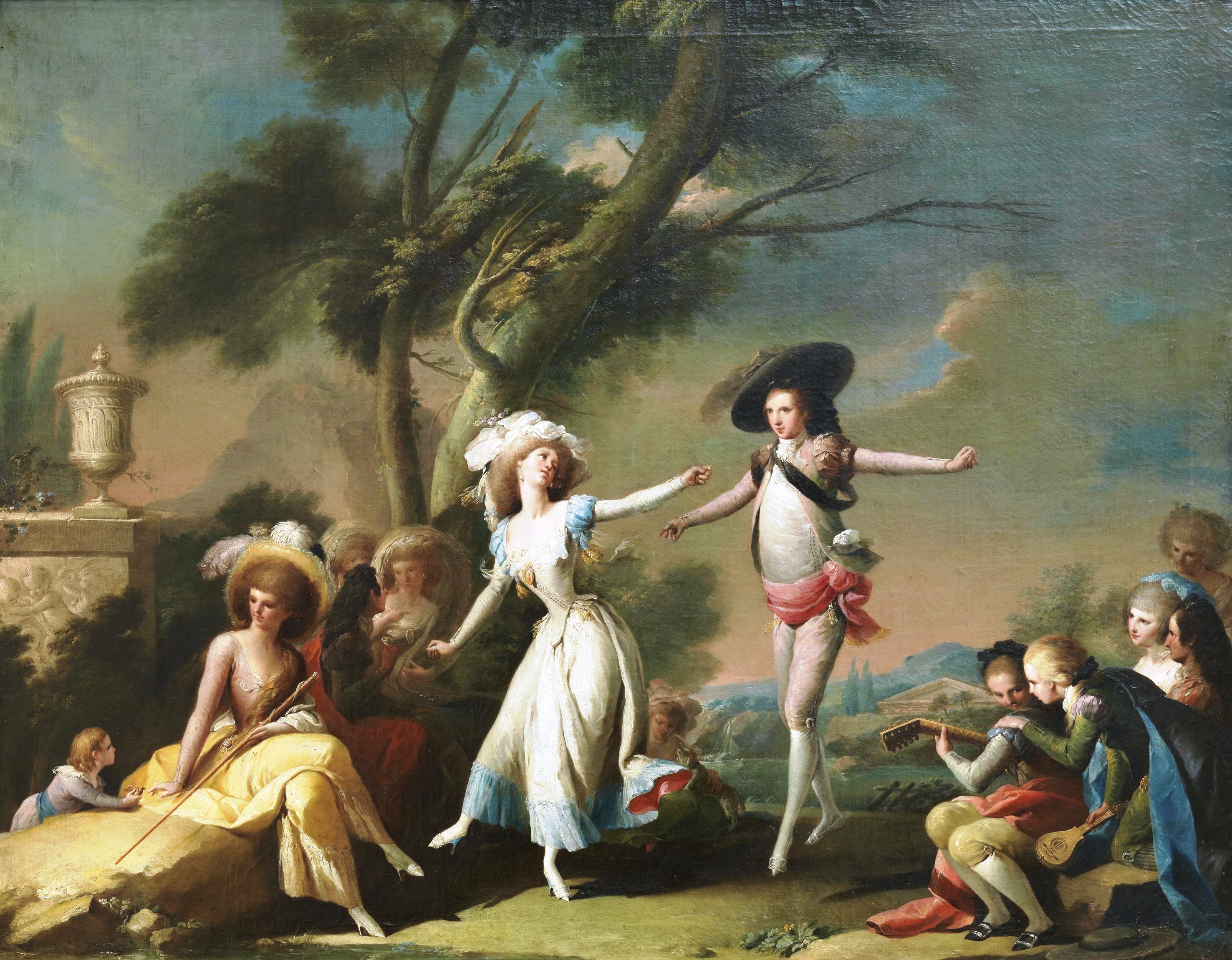
El bolero, ok. 1785